# Velefique
Velefique é um município da Espanha, na província de Almería, comunidade autónoma da Andaluzia. Tem 66,35 km² de área e em 2021 tinha 235 habitantes (densidade: 3,5 hab./km²). Pertence à comarca de Filabres-Tabernas.